# 假木豆属
假木豆属（学名：Dendrolobium）是蝶形花科下的一个属，为灌木或乔木。该属共有约12种，分布于热带亚洲、马达加斯加和大洋洲。